# 橄榄玄粗岩
橄榄玄粗岩
是一種火成岩。 富含鉀的玄武岩質粗安岩 ， 由橄欖石、輝石和斜長石 斑晶組成，基質中含有鈣質斜長石和透长石以及一些深色火山玻璃。 橄輝鹼玄岩（Shoshonite）以其名稱命名為橄欖安粗岩系列（shoshonite series），橄榄玄粗岩，隨著斜長石斑晶含量的減少，漸變為橄榄粒玄岩（absarokite）。隨著透长石的含量增加，漸變為橄云安粗岩（banakite），Iddings 于1895年以懷俄明州的肖松尼河命名了該岩石。
根據岩石紋理和礦物研究，在橄榄粒玄岩-橄榄玄粗岩-橄云安粗岩 系列的富鉀岩石内的，大多數大晶體和聚集體不是真正的斑晶，而是捕虏岩和微捕虏岩，這就指出此岩石系列的岩漿由正長岩質岩漿混合輝長岩而成。

### 化學特性
橄榄玄粗岩的化學特性如下：
1. 接近飽和的二氧化矽；
2. 鐵含量低；
3. 總鹼量高（Na2O+K2O>5%）；
4. 高K2O/Na2O；
5. 在低 SiO2 下，K2O 與 SiO2 的比成正斜率；
6. P、Rb、Sr、Ba、Pb、等輕稀土元素含量高；
7. 低二氧化鈦；
8. Al2O3高但多變；
9. 高Fe2O3/FeO。

### 構造背景和產狀
橄榄玄粗岩往往與鈣鹼性島弧俯衝火山活動有關，但富含鉀的橄榄玄粗岩通常更年輕，並產於於更深、更陡峭的貝尼奧夫帶之上。
根據Iddings和Washington的報告，在黃石公園和在意大利西部的橄榄粒玄岩-橄榄玄粗岩-橄云安粗岩系列的火山岩，含白榴石的岩石、富鉀粗面岩和安山岩共生。 在印度尼西亞和東非大裂谷也有類似的共生。
位於歐亞和非洲構造板塊之間的南第勒尼安海，在其風成弧（Aeolian Arc）中的火山活動在過去一百萬年中，從鈣鹼性變到高鉀鈣鹼性再變到橄榄玄粗岩，這可能指出貝尼奧夫帶逐漸陡峭，目前傾斜 為50-60°。 在該地區Vulcano 附近的 Capo Secco 熔岩盾有橄榄玄粗岩的分佈。在波多黎各晚白堊紀的火山活動也有類似的構造環境變化 。
橄榄玄粗岩和高鉀鈣鹼性岩漿作用與世界級的熱液金和銅金礦化有關。 例如：巴布亞新幾內亞 Lihir 島的 Ladolam 金礦、猶他州賓厄姆銅金礦、印度尼西亞格拉斯伯格銅金礦、蒙古奧尤陶勒蓋銅金礦。